# Cogline
(Cogline)
Cogline è un personaggio dell'universo immaginario di Shannara, creato da Terry Brooks. È un druido, specializzato nello studio delle scienze alchemiche, che ha abbandonato l'ordine per vivere da eremita nelle Terre dell'Est.

## Storia

### Il primo re di Shannara
Cogline, nel libro che narra dei fatti antecedenti al ciclo di Shannara, riveste un ruolo fondamentale nelle vicende. Dimostrerà subito una certa ostilità nei confronti del druido Bremen, il quale è intenzionato a creare un talismano in grado di annientare il Signore degli Inganni. Nonostante un diverbio fra i due, e l'iniziale indifferenza di Cogline nei confronti del destino delle quattro terre, quest'ultimo infine cederà, fornendo a Bremen le conoscenze siderurgiche, appartenenti all'antico mondo tecnologico, che saranno utilizzate in seguito per fondere la Spada di Shannara.

#### La canzone di Shannara
Cogline è un vecchio bislacco che abita nella Pietra del Focolare, sotto Terrabuia nelle Terre dell'Est. Vive con la sua figlia adottiva Kimber Boh e con il suo gatto delle Paludi Baffo.
Possiede uno strano tipo di magia: porta con sé dei sacchetti con delle strane polveri o pietre che hanno dei particolari effetti: una polvere nera provoca scosse sismiche a contatto con il fuoco, un'altra argentea fa luce al buio, una pietra esplode a contatto con il fuoco rosso magico delle Mortombre, un unguento addormenta parzialmente il senso dell'olfatto. In principio non vuole aiutare Brin Ohmsford, ma poi sua figlia lo convince e l'aiuterà ad arrivare fino al Maelmord, dove si trova l'Ildatch, il libro del male.

#### Gli Eredi di Shannara
Cogline, ridotto a poco più di uno scheletro ricoperto dalla pelle e vivo solo grazie al Sonno del Druido, ha ormai circa 1000 anni. Viene chiamato al Perno dell'Ade da Allanon, che gli dà l'incarico di trovare Par e Coll Ohmsford nel Callahorn, Wren Ohmsford nelle Terre dell Ovest e Walker Boh nelle Terre dell'Est.
Trova i primi due alla foce del fiume Mermidon, li salva da un'Ombrato e li mette a conoscenza di ciò che potrà avvenire se rifiutassero di andare al Perno dell'Ade entro il primo giorno di luna nuova.

#### Il Druido di Shannara
Cogline raggiunge Walker Boh, ormai sfinito dal veleno dell'Asphinx, e lo porta a Storlock, dove gli Stor gli rallentano la diffusione del veleno ma non la fermano perché non esiste un antidoto. Poi il druido Cogline lo porta a Pietra del Focolare. Qui Cogline morirà dopo un attacco da parte degli Ombrati.

#### La Regina degli elfi di Shannara
Ancora vivo grazie ad Allanon vive dentro Paranor che è ancora fuori dalle Quattro Terre. Quando Walker arriva gli dà supporto nel capire come far tornare Paranor nelle Quattro Terre.

#### I Talismani di Shannara
Aiuta Walker Boh a creare un piano per uccidere i cavalieri Ombrati e quando Walker sta per morire si sacrifica per salvarlo. Viene sepolto fuori da Paranor.